# Odprto prvenstvo ZDA 1986
Odprto prvenstvo ZDA 1986 je teniški turnir za Grand Slam, ki je med 26. avgustom in 7. septembrom 1986 potekal v New Yorku.

## Moški posamično
Ivan Lendl :  Miloslav Mečíř, 6–4, 6–2, 6–0

## Ženske posamično
Martina Navratilova :  Helena Suková, 6–3, 6–2

## Moške dvojice
Andrés Gómez /  Slobodan Živojinović :  Joakim Nyström /  Mats Wilander, 4–6, 6–3, 6–3, 4–6, 6–3

## Ženske  dvojice
Martina Navratilova /  Pam Shriver :  Hana Mandlíková /  Wendy Turnbull, 6–4, 3–6, 6–3

## Mešane dvojice
Raffaella Reggi /  Sergio Casal :  Martina Navratilova /  Peter Fleming, 6–4, 6–4